# Паланское
Пала́нское — озеро в верхнем течении реки Палана на Камчатке, располагается на территории Тигильского района Камчатского края. Охраняется государством с 1981 года как комплексный памятник природы регионального значения «Озеро Паланское».

## Происхождение названия
Названо в XIX в. по реке Палана, протекающей через него.

## Основные сведения
Озеро находится в предгорьях западной части Срединного хребта у подножия вулкана Масса, на высоте 274 метра над уровнем моря. Кроме Паланы, в озеро впадают реки Эвнитоваям на севере, Мысовая, Томоваям (несколькими рукавами) и протока из расположенного рядом озера Дуга на юге. Площадь озера 28,2 км² (по другим данным — 25,63 км²), площадь водосборного бассейна — 623 км². Размеры озера — 8,65 на 4,43 км. Длина береговой линии — 43,86 км. Наибольшая глубина озера равна 29,7 м, средняя — 16,3 м. Объём котловины — 0,41 км³.
Возникло в результате перегораживания долины лавовыми потоками. В западной части акватории вершины полузатопленных возвышенностей выступают над водной поверхностью в виде нескольких покрытых лесом островков.
Является одним из крупнейших нерестилищ нерки в Северо-Восточной Азии. Здесь гнездуют и отдыхают в период миграций околоводные, водно-болотные и хищные птицы, включая редкие и исчезающие виды.

## Природоохранный статус
Озеро входило в состав одноименного зоологического заказника, созданного решением Камчатского областного Совета народных депутатов от 29.04.1980 № 238 «Об организации заказника областного значения „Озеро Паланское“ в Тигильском районе». К началу 2000-х срок действия охранного статуса истёк. После истечения трёхлетнего срока резервирования заказник прекратил свое существование.
Статус заказника восстановлен постановлением правительства Камчатского края «О государственном природном зоологическом заказнике регионального значения „Озеро Паланское“» № 69-П от 24.02.2021.